# Vilémovice (Vysočina)
Vilémovice è un comune della Repubblica Ceca facente parte del distretto di Havlíčkův Brod, nella regione di Vysočina.